# Sternarchella sima
Sternarchella sima är en fiskart som beskrevs av Starks, 1913. Sternarchella sima ingår i släktet Sternarchella och familjen Apteronotidae. Inga underarter finns listade i Catalogue of Life.